# 黃頸亞馬遜鸚鵡
黃頸亞馬遜鸚鵡（Amazona auropalliata），又名黃頸亞馬遜鸚哥或黃領帽亞馬遜鸚鵡，是一種鸚鵡。牠們一般被認為是黃冠亞馬遜鸚鵡的亞種。牠們分佈在由墨西哥南部至哥斯達黎加北部的太平洋海岸。
黃頸亞馬遜鸚鵡的前額及冠綠色，頸背下及後頸有一條黃帶。喙呈深灰色，向上頜底部逐漸淡色。腳呈深灰色。另外亦有一種很稀有的顏色突變種，全身都呈土耳其玉色。
黃頸亞馬遜鸚鵡吃堅果、草莓、種子及果實。
黃頸亞馬遜鸚鵡能模仿聲音，故很受人類歡迎作為寵物。牠們另外亦受到失去棲息地的威脅。